# جان راک
جان استوارت راک (13 اکتبر 1825 – 3 دسامبر 1866) یک معلم، پزشک، دندانپزشک، وکیل و طرفدار الغای حقوقی آمریکایی بود که از نظر تاریخی با ابداع اصطلاح "سیاه زیباست" (که تصور می‌شود از سخنرانی او سرچشمه گرفته است) مرتبط بود. در سال 1858، با این حال سوابق تاریخی اکنون نشان می دهد که او هرگز از این عبارت خاص در آن روز استفاده نکرده است). راک یکی از اولین مردان آفریقایی-آمریکایی بود که مدرک پزشکی گرفت. علاوه بر این، او اولین سیاه پوستی بود که در دادگاه عالی ایالات متحده پذیرفته شد.

## مرگ
در 9 آوریل 1866، قانون حقوق مدنی 1866 تصویب شد که اصلاحیه سیزدهم را اجرا کرد. راک کمتر از یک سال از این افتخار برخوردار بود. او به سرماخوردگی مبتلا شد که سلامتی او را که از قبل ضعیف بود تضعیف کرد و توانایی او را برای رفت و آمد مؤثر محدود کرد. در 3 دسامبر 1866، جان اس. راک در خانه مادرش در بوستون بر اثر بیماری سل در سن 41 سالگی درگذشت. او در گورستان وودلاون اورت به خاک سپرده شد و با افتخارات کامل ماسونی به خاک سپرده شد. ورود او به دادگاه عالی بر روی سنگ قبر او ثبت شده است.